# Olympische Winterspiele 1964/Teilnehmer (Rumänien)
| Gelbes Symbol für Goldmedaillen mit stilisierten Olympischen Ringen | Graues Symbol für Silbermedaillen mit stilisierten Olympischen Ringen | Braundes Symbol für Bronzemedaillen mit stilisierten Olympischen Ringen |
| ------------------------------------------------------------------- | --------------------------------------------------------------------- | ----------------------------------------------------------------------- |
| —                                                                   | —                                                                     | —                                                                       |

Rumänien nahm an den IX. Olympischen Winterspielen 1964 im österreichischen Innsbruck mit einer Delegation von 27 Athleten in vier Disziplinen teil, allesamt Männer. Ein Medaillengewinn gelang keinem der Athleten.

## Teilnehmer nach Sportarten

### Biathlon
- Nicolae Bărbășescu
20 km Einzel: Rennen nicht beendet

- Constantin Carabela
20 km Einzel: 14. Platz (1:30:59,0 h)

- Gheorghe Cimpoia
20 km Einzel: 27. Platz (1:35:44,6 h)

- Vilmoș Gheorghe
20 km Einzel: 5. Platz (1:26:18,0 h)

### Bob
Männer, Zweier
- Ion Panțuru, Hariton Pașovschi (ROU-1)
13. Platz (4:29,10 min)

- Alexandru Oancea, Constantin Cotacu (ROU-2)
15. Platz (4:30,25 min)

Männer, Vierer
- Ion Panțuru, Gheorghe Maftei, Constantin Cotacu, Hariton Pașovschi (ROU-1)
15. Platz (4:19,80 min)

### Eishockey
Männer
| - Nicolae Andrei - Anton Biró - Anton Crișan - Zoltan Czaka - Ion Ferenz - Iulian Florescu - Andrei Ioanovici - Ștefan Ionescu - Alexandru Calamar | - Dan Mihăilescu - Adalbert Naghi - Eduard Pană - Iosef Sofian - Geza Szabo - Iuliu Szabo - Ion Țiriac - Dezideriu Varga |

- 12. Platz

### Skilanglauf
Männer
- Gheorghe Bădescu
15 km: 39. Platz (56:29,6 min)
30 km: 54. Platz (1:46:54,5 h)